# Szkoła Obrony Przeciwgazowej
Szkoła Obrony Przeciwgazowej – szkoła Wojska Polskiego w II Rzeczypospolitej.
Szkoła Obrony Przeciwgazowej powstała w 1919 roku. Do 1937 stacjonowała w Warszawie potem w Trauguttowie .

## Obsada personalna szkoły
Komendanci szkoły
- ppłk Walery Jasiński (do 1937)[1]
- ppłk Włodzimierz Scholze-Srokowski (1937[1] -1939)

Obsada personalna szkoły w marcu 1939
- komendant – ppłk dypl. piech. Włodzimierz Scholze-Srokowski
- adiutant – kpt. adm. (piech.) Stanisław Julian Bachurzewski
- kier. ćwiczeń – mjr uzbr. Marian Józef Podolski
- dyrektor nauk – ppłk uzbr. Henryk Bazylko
- kier. taktyki – rtm. kaw. Jerzy Kern
- wykładowca – mjr uzbr. inż. Stefan Stanisław Korolec
- wykładowca – kpt. piech. Józef Stanisław Cwynar
- wykładowca – kpt. br. panc. Włodzimierz I Gryczyński
- wykładowca – kpt. art. Stanisław Leonard Zajączkowski
- wykładowca – por. art. Stanisław Piłat
- dowódca batalionu chemicznego – mjr uzbr. Roman Lipiński
- dowódca 1 kompanii chemicznej – kpt. uzbr. Jan III Lipiński
- dowódca plutonu – por. piech. Mieczysław Jan Bieleń †1940 Charków[4]
- dowódca 2 kompanii chemicznej – kpt. piech. Franciszek Andrzej Mirosław Derejski
- dowódca plutonu – por. piech. Czesław Henryk Hasiak
- dowódca 3 kompanii chemicznej – kpt. piech. Leon Wyrzykowski
- dowódca plutonu – por. piech. Jan Cichowski †1940 Charków[5]